# Eden (film, 2012)
Pour les articles homonymes, voir Eden.
Ne doit pas être confondu avec Eden (film, 2001) ou Eden (film, 2014).
Pour plus de détails, voir Fiche technique et Distribution.
Eden est un thriller américain réalisé par Megan Griffiths (en) et sortie en 2012.

## Synopsis
Eden relate l'histoire de Hyun Jae, une jeune américaine d'origine coréenne  qui est enlevée et forcée à se prostituer. Pendant les deux ans que durera son calvaire elle va  s'élever dans la hiérarchie de l'organisation pour survivre.

## Fiche technique
- Titre : Eden
- Autre titre : Abduction of Eden
- Réalisation : Megan Griffiths
- Scénario : Megan Griffiths, Chong Kim et Richard B. Phillips
- Musique : Jeramy Koepping et Joshua Morrison
- Photographie : Sean Porter
- Montage : Eric Frith
- Producteur : Jacob Mosler et Colin Harper Plank
  - Coproducteur : Trent Broin
  - Producteur associé : Mark Hoinacki
- Production : Centripetal Films
- Distribution : Clear Vision et Phase 4 Films
- Pays :  États-Unis
- Durée : 97 minutes
- Genre : Thriller
- Dates de sortie :
  -  États-Unis : 11 mars 2012
  -  Royaume-Uni : 19 juillet 2013
  -  France : 13 novembre 2013
- Interdit aux moins de 12 ans

## Distribution
- Jamie Chung : Eden
- Matt O'Leary : Vaughan
- Beau Bridges : Bob Gault
- Scott Mechlowicz : Jesse
- Jeanine Monterroza : Priscilla
- Grace Arends : Blanca
- Tantoo Cardinal : l'infirmière
- Naama Kates : Svetlana
- Evgueni Petrov : le policier
- Steve Anderson : l'homme gros

## Autour du Film
Ce film est tiré d'une histoire authentique: Kim Chong, une jeune femme kidnappée par un réseau de prostitution aux États-Unis en 1994. Sa détention - et donc son calvaire en tant qu'esclave sexuelle - a duré plus de deux ans avant qu'elle ne réussisse à s'en échapper. La survivante entame des études et devient avocate. Une orientation professionnelle peu fortuite puisqu’elle passe désormais son temps à sensibiliser l’opinion publique sur la question de la violation des droits de l’homme. Elle a également fondé une association à but non lucratif "MASIE" (Minorities and Survivors Improving Empowerment) qui aide les victimes de trafic humain sur le chemin de la reconstruction.